# Neritos croceicorpus
Neritos croceicorpus är en fjärilsart som beskrevs av De Toulgoët 1990. Neritos croceicorpus ingår i släktet Neritos och familjen björnspinnare. Inga underarter finns listade i Catalogue of Life.